# حارة القحطمى (صنعاء)
حارة القحطمى هي إحدى حارات حي الوحدة بمديرية الوحدة إحد مديريات العاصمة اليمنية صنعاء، بلغ تعداد سكانها 1508 نسمة حسب تعداد اليمن لعام 2004.